# Яшечкин, Филипп Васильевич
Филипп Васильевич Яшечкин (26.10.1906—05.01.1975) — советский государственный, партийный и военный деятель, генерал-лейтенант (31.05.1954). Член КПСС с 1928.

## Биография
Родился в с. Клечетово (ныне — Рогнединского района Брянской области). С 1937, после окончания Промышленной академии — на партийной работе.

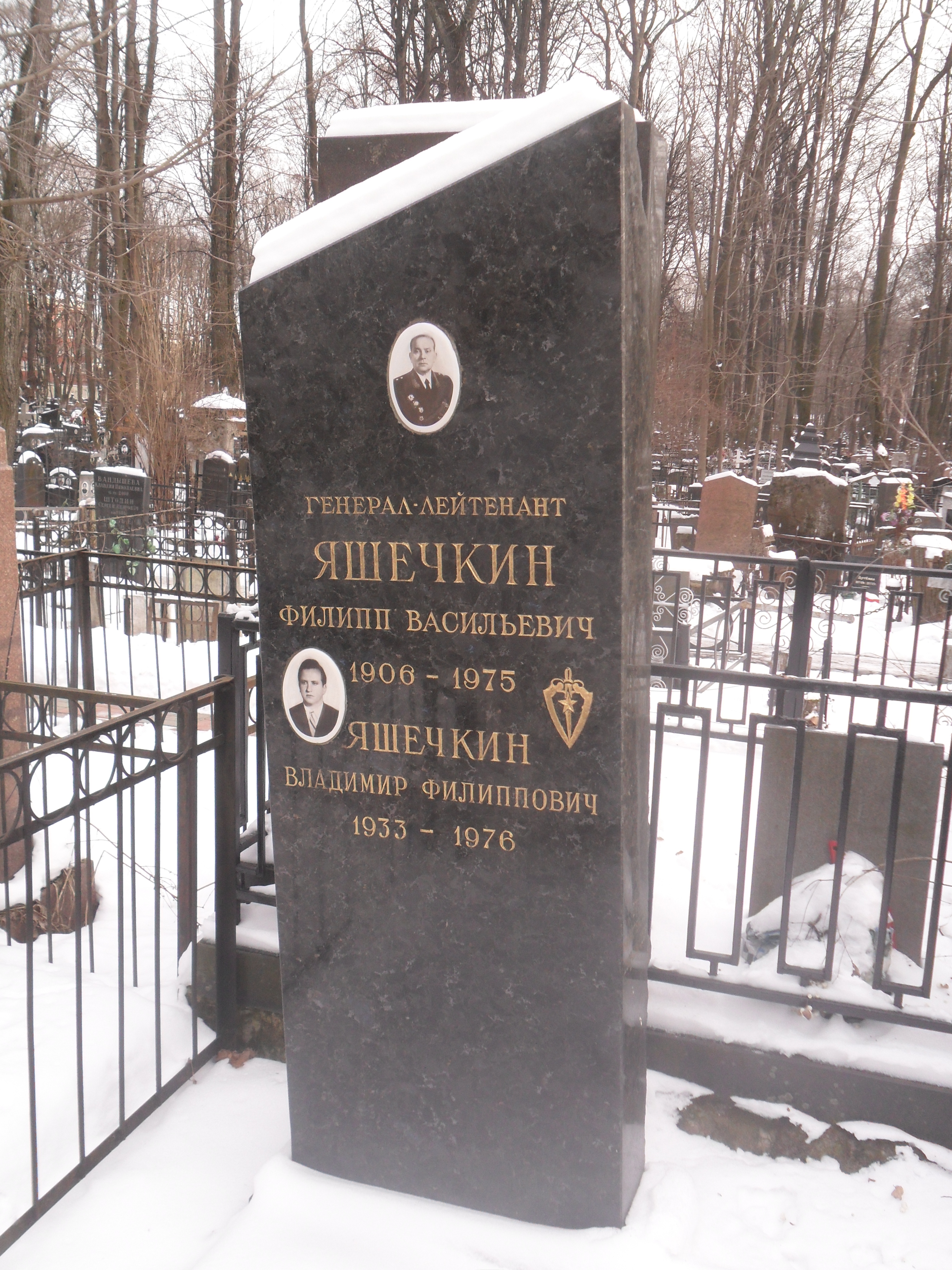
Могила Яшечкина на Введенском кладбище Москвы

28 декабря 1937 – 16 февраля 1938 ВРИО секретаря Севастопольского горкома ВКП(б).
май — июль 1938 и. о. второго секретаря Оренбургского обкома ВКП(б)
июль — ноябрь 1938 второй секретарь Оренбургского обкома ВКП(б)
11.1938 — 3.1939 зам. зав. Отделом руководящих партийных органов ЦК ВКП(б)
4.1939 — 11.1940 зам. зав. отделом в Управлении кадров ЦК ВКП(б)
19.11.1940 — 11.1941 зам. наркома Госконтроля СССР по кадрам
В ноябре 1941 года переведён на политработу в РККА:
09.12.1941 — 28.2.1942 член Военного Совета 58-й резервной армии, полковой комиссар
21.06.1942 — 30.04.1943 член Военного Совета 16-й армии,
16.04.1943 — 19.04.1944 член Военного Совета 11-й гвардейской армии, полковник (12.05.1942)
19.04. — 16.10.1944 начальник Политического управления 3-го Прибалтийского фронта, генерал-майор (28.7.1944)
20.10.1944 — 6.1945 начальник Политического управления 1-го Украинского фронта,
6 — 8.1945 начальник Политического управления Центральной группы войск,
11.1945 — 5.1946 на излечении в госпитале (Москва)
5.1946 — 1950 заместитель начальника Автомобильного управления Тыла Вооружённых Сил.
В 1949 окончил Высшую военную академию им. К. Е. Ворошилова.
- 1950 — 1953 член Военного Совета Воронежского военного округа,
- 1953 — 1956 член Военного Совета Северной группы войск, генерал-лейтенант (31.5.1954)
- 08.1956 — 01.1969 начальник Политического отдела Высших командных курсов «Выстрел».

Делегат XIX съезда ВКП(б) (1952).
С 1969 года в отставке. Умер 5 января 1975 года, похоронен в Москве на Введенском кладбище (29 уч.).

## Дети
- Борис Филиппович (род. 28.04.1930)
- Владимир Филиппович (1933—1978)

## Награды
- 6.05.1945 орден Красного Знамени
- 6.4.1945 орден Кутузова I степени
- 29.7.1944 орден Богдана Хмельницкого I степени
- 9.04.1943 орден Кутузова II степени
- 27.08.1943 орден Отечественной войны I степени
- 22.02.1968 орден Красной Звезды
- 1.5.1944 медаль “За оборону Москвы”
- 9.05.1945 медаль “За победу над Германией в Великой Отечественной войне 1941-1945 г.г.”
- Ряд других медалей СССР
- 19.12.1968 Крест Храбрых (ПНР)[1]
- 22.08.1964 медаль «20 лет Болгарской Народной Армии» (БНР)[2]

## Фото
- Ф. В. Яшечкин справа.